# Budziszów (Kobierzyce)
Budziszów [buˈd͡ʑiʂuf] (deutsch Buchwitz; 1937–1945 Buchen N. S.) ist ein Ort in der Landgemeinde Kobierzyce  (Koberwitz, 1937–45 Rößlingen) im Powiat Wrocławski der Woiwodschaft Niederschlesien in Polen.

## Geographische Lage
Die Ortschaft liegt rund 25 Kilometer südlich von Breslau. Nachbarorte sind Kobierzyce (Koberwitz) und Domasław (Domslau) im Norden, Żórawina (Rothsürben) im Nordosten, Jaksonów (Jackschönau) und Węgry (Wangern) im Osten, Borów (Markt Bohrau) im Südosten, Tyniec nad Ślęzą (Groß Tinz) im Süden, Jordanów Śląski (Jordansmühl) und Sobótka (Zobten am Berge) im Südwesten, Ręków (Rankau) und Rogów Sobocki (Rogau Rosenau) im Westen und Gniechowice (Gnichwitz) im Nordwesten. Westlich von Budziszów verläuft die Europastraße 67.

## Geschichte

Karte von Loranckwitz und Buchwitz (um 1820)

Wie die anderen Orte um Breslau wurde laut einigen Autoren auch Buchwitz zu Anfang des 12. Jahrhunderts gegründet. Nach Teilung des Herzogtums Schlesien gehörte es 1249 zum Herzogtum Breslau. Durch Tod des letzten Breslauer Herzogs Heinrich VI. 1335 fiel es als eines der ersten Schlesischen Herzogtümer, nun erledigtes Lehen, an die Krone Böhmen.
Im Jahre 1524 belegt, ist Wenzel Buchwitz von Buchau († 1531) im Besitz von Buchwitz und „Herr auf Schloss Buchau“. Verbrieft an diesem Ort von Herzog Karl I. von Münsterberg, ab 1524 Landeshauptmann von Schlesien. Durch den allgemeinen Sprachgebrauch wurde aus Schoss Buchau Schloss Buchwitz. Das Geschlecht der Freiherren von Buchwitz führt diesen Ortsnamen als Familiennamen bis heute.
Nach dem Ersten Schlesischen Krieg 1742 fiel Buchwitz wie fast ganz Schlesien an Preußen. 1816 wurde es dem neu gegründeten Landkreis Breslau eingegliedert und ab 1874 gehörte es zusammen mit den Landgemeinden Damsdorf, Duckwitz, Lorankwitz und Seschwitz zum Amtsbezirk Seschwitz. 1898 erhielt Buchwitz Eisenbahnanschluss an der Strecke Koberwitz–Heidersdorf und erhielt einen Bahnhof. 1937 wurde die slawisch klingende Ortsbezeichnung Buchwitz in Buchen umbenannt. Für das Jahr 1939 besteht der Nachweis von 209 Einwohnern.
Gegen Ende des  Zweiten Weltkriegs  besetzte im Frühjahr 1945 die Rote Armee die Region. Im Sommer 1845 wurde  Buchwitz  von der sowjetischen Besatzungsmacht   unter polnische  Verwaltung gestellt. Die Polen führten für Buchwitz die Ortsbezeichnung  Budziszów ein. 1945/46 wurden die Deutschen, soweit sie nicht schon vorher evakuiert oder geflohen waren, zum größten Teil  von der örtlichen polnischen Verwaltungsbehörde aus Buchwitz vertrieben. Auch der bis zu diesem Zeitpunkt existierende Bahnhof Buchwitz wurde zerstört. Eine Bestätigung seiner Existenz ist lediglich anhand alter Fotografien und der bis heute erhaltenen Gleistrakte, der Bahnsteige und der Zufahrtswege zu erbringen. 
1975–1998 gehörte die Ortschaft zur Woiwodschaft Wrocław. Die 1898 errichtete Eisenbahnverbindung wurde 2000 eingestellt. Die Personenbeförderung hatte bereits im Jahre 1996 geendet. 

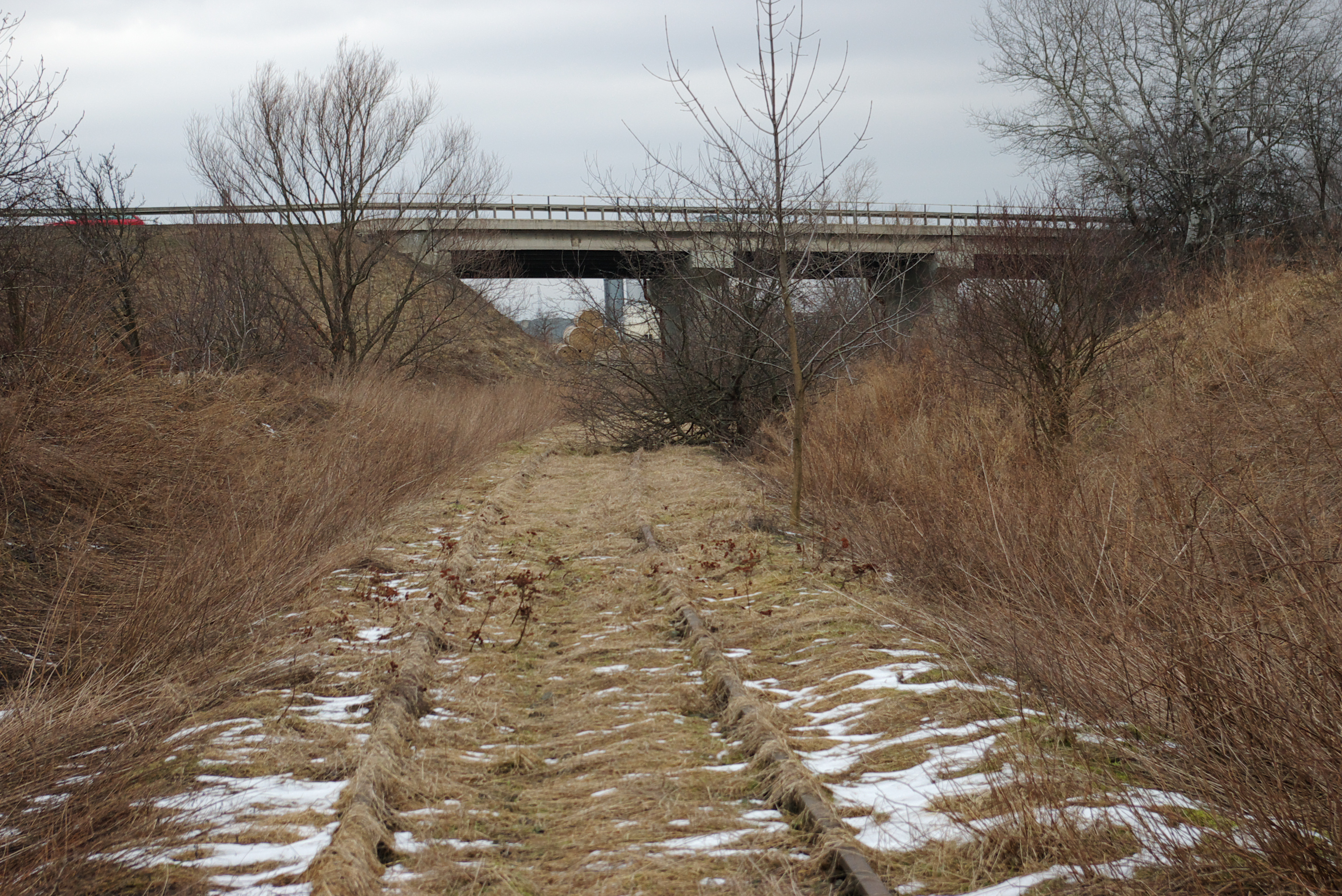
Linie D29-310 Koberwitz-Oberpeilau

## Sehenswürdigkeiten
- Ruine des ehemaligen Schlosses von Buchwitz
- Teiche, Garten und Parkanlage des Schlosses
- Ruinen herrschaftlicher Häuser und Güter
- Ehemalige mehrgleisige Bahnhofsanlage

## Persönlichkeiten
- Albert Joseph Franke (* 1860 in Buchwitz; † 1924 in München), Genre- und Orientmaler